# QAnon
A QAnon (/ kjuːəˈnɒn /) vagy röviden Q egy amerikai mozgalom, amely 2017 óta terjeszt összeesküvés-elméleteket az interneten. Főleg a Republikánus Párt hívei között népszerű és sokan közülük szélsőjobboldali háttérrel rendelkeznek. A témában anonim módon különböző internetes felületeken eredetileg bejegyzést tevő(k) nevezi(k) magát/magukat „Q”-nak (technikailag kizárható, hogy egy személyről lenne szó).

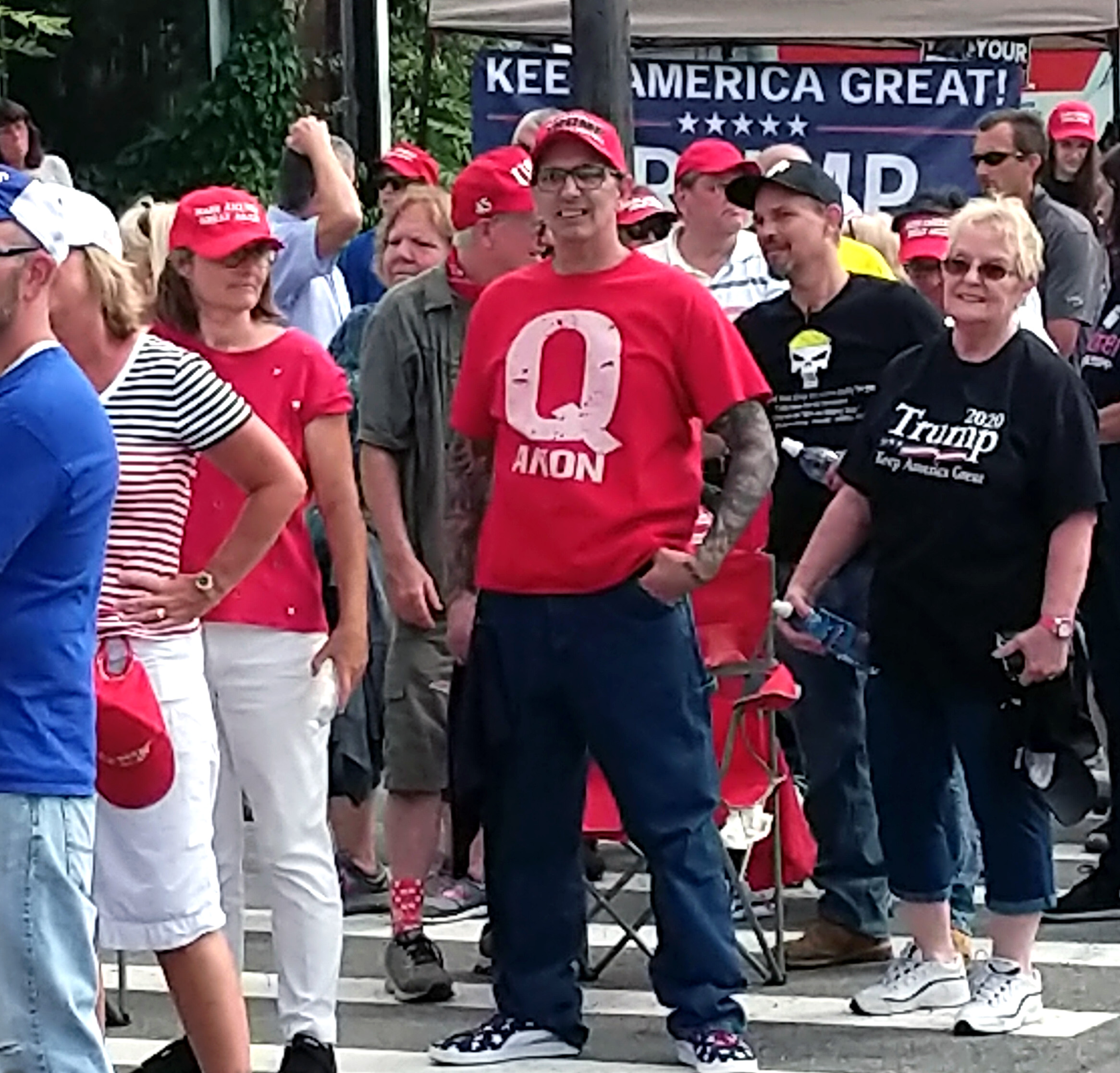
A QAnon jele egy trumpista férfi pólóján

Nézetük szerint van egy globális sátánista elit, pedofilok összeesküvése, akik világméretű hálózatot működtetnek, elsősorban azért, hogy gyermekeket szexre kényszerítsenek, de esetenként, hogy megegyék szerveiket, és Donald Trump amerikai elnök az, aki küzd ellenük.
Az elmélet támogatói úgy vélték, hogy Trump tervezi az elszámoltatást, a „Vihart” (Storm), amikor az összeesküvő hálózat tagjainak ezreit tartóztatják majd le. A QAnon hívei számos demokrata politikust és liberális hollywoodi színészt gyanúsítanak azzal, hogy tagjai ennek a sátánista összeesküvésnek. Szerintük Trump színlelte az együttműködést az oroszokkal, és az oroszok amerikai beavatkozását vizsgáló Robert Mueller valójában a szövetségese, akivel együtt akarják leleplezni az összeesküvést, és megelőzni  Barack Obama, Hillary Clinton és Soros György puccsát. A QAnon elméleteit segítettek terjeszteni az orosz támogatású troll fiókok a szociális médiában, és az orosz hagyományos média is.
A QAnont megelőzték hasonlóan virtuálisan terjedő összeesküvés-elméletek, mint például a Pizzagate, amelyek aztán beleolvadtak. Maga a QAnon 2017 októberében született, és az eredete egy "Q" nevű felhasználó posztja volt a 4chan képküldő fórumon, akit eredetileg egy személynek tartottak, de legalábbis később csoporttá bővülhetett a név használói köre. A Q posztok stilometriai elemzése alapján legalább két különböző ember írt ezen a néven különböző időszakokban. Q azt állította magáról, hogy Q szintű hozzáférése van titkos adatokhoz. Az NBC News jelentése szerint három személy arra használta fel az eredeti Q posztot, hogy különböző internetes platformokon terjesztve profithoz jussanak. QAnonnak a 4chan posztolói közt számos elődje volt: FBIAnon, HLIAnon (High-Level Insider = Magas Szintű Bennfentes), CIAAnon és WH Insider Anon. A QAnon amerikai eredetű, de már Európában is számottevő mozgalommá nőtte ki magát.
A QAnon követői 2018 augusztusától kezdtek el feltűnni Donald Trump újraválasztási gyűlésein. Bill Mitchell bemondó, a QAnon támogatója, 2019 júliusában vett részt egy "szociális média csúcson" a Fehér Házban. A QAnon tagjai a #WWG1WGA hashtaget szokták a posztjaikhoz tenni, ami azt rövidíti: "ahová egyikünk megy, oda mindegyikünk megy" ("Where We Go One, We Go All"). A mottót egy férfi egy 2019. augusztusi tüntetésen használta, de később tagadta, hogy a QAnonra utalna. Ez órákkal azután történt, hogy az FBI közzétett egy jelentést, amelyben a QAnont a belföldi terrorizmus egy potenciális forrásaként nevezte meg - ez volt az első alkalom, hogy egy szélsőséges összeesküvés-elmélet ilyen minősítést kapott. A Media Matters for America elemzése szerint 2020 októberéig Donald Trump 265 alkalommal adott tovább a QAnonhoz köthető üzeneteket: 152 Twitter-felhasználó bejegyzését posztolta tovább vagy említette meg, volt, hogy egy nap többször is. Magát Trumpot a QAnon követői "Q+" néven kezdték el emlegetni.
A QAnon követőinek száma nem ismert, de széles online követői táborral rendelkezik. 2020 júniusában Q arra biztatta a követőit, hogy tegyenek "digitális katonai esküt", és sokan meg is tették, a #TakeTheOath hashtaget használva. 2020 júliusában a Twitter ezrével tiltotta le a QAnonhoz kötődő fiókokat, és algoritmusokat módosított, hogy lassítsa a konspirációs elmélet terjedését.  Augusztusban a Facebook belső elemzése milliószámra talált QAnon-követőket oldalak és csoportok ezrein, még ugyanabban a hónapban a Facebook elkezdte a QAnonos tartalmak törlését és korlátozását, és októberben bejelentette, hogy teljesen kitiltja az összeesküvés-elméletet a platformjáról. A QAnon-követők saját platformokra is vándoroltak, mint az EndChan és a 8chan (később 8kun) üzenetfalak, ahol  információs hadjáratot szerveztek a 2020-as elnökválasztás befolyásolására.
Azt követően, hogy Donald Trump elveszítette a 2020-as elnökválasztást, követői megtámadták az Egyesült Államok Capitoliumának épületét, amelynek következtében a mozgalom elleni fellépés online tovább növekedett, eredeti formájában már nem igazán népszerű. Ennek ellenére több elmélete is beszivárgott a mainstream amerikai politikába.